# Mortes em agosto de 2019
Mortes em 2019: ← Janeiro – Fevereiro – Março – Abril – Maio – Junho – Julho – Agosto – Setembro – Outubro – Novembro – Dezembro →
Esta é uma relação de pessoas notáveis que morreram durante o mês de agosto de 2019, listando nome, nacionalidade, ocupação e ano de nascimento.

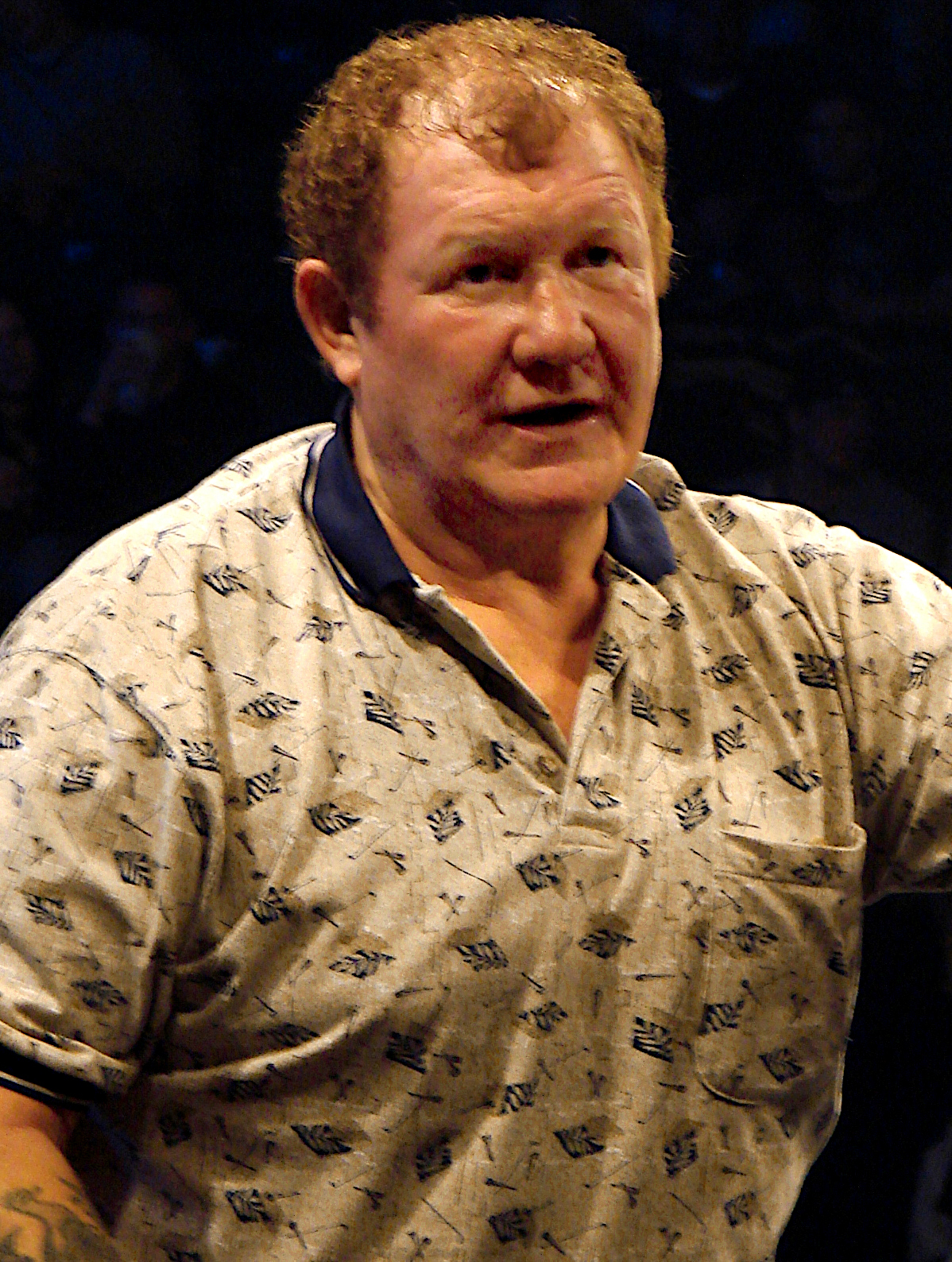
Harley Race, lutador profissional americano

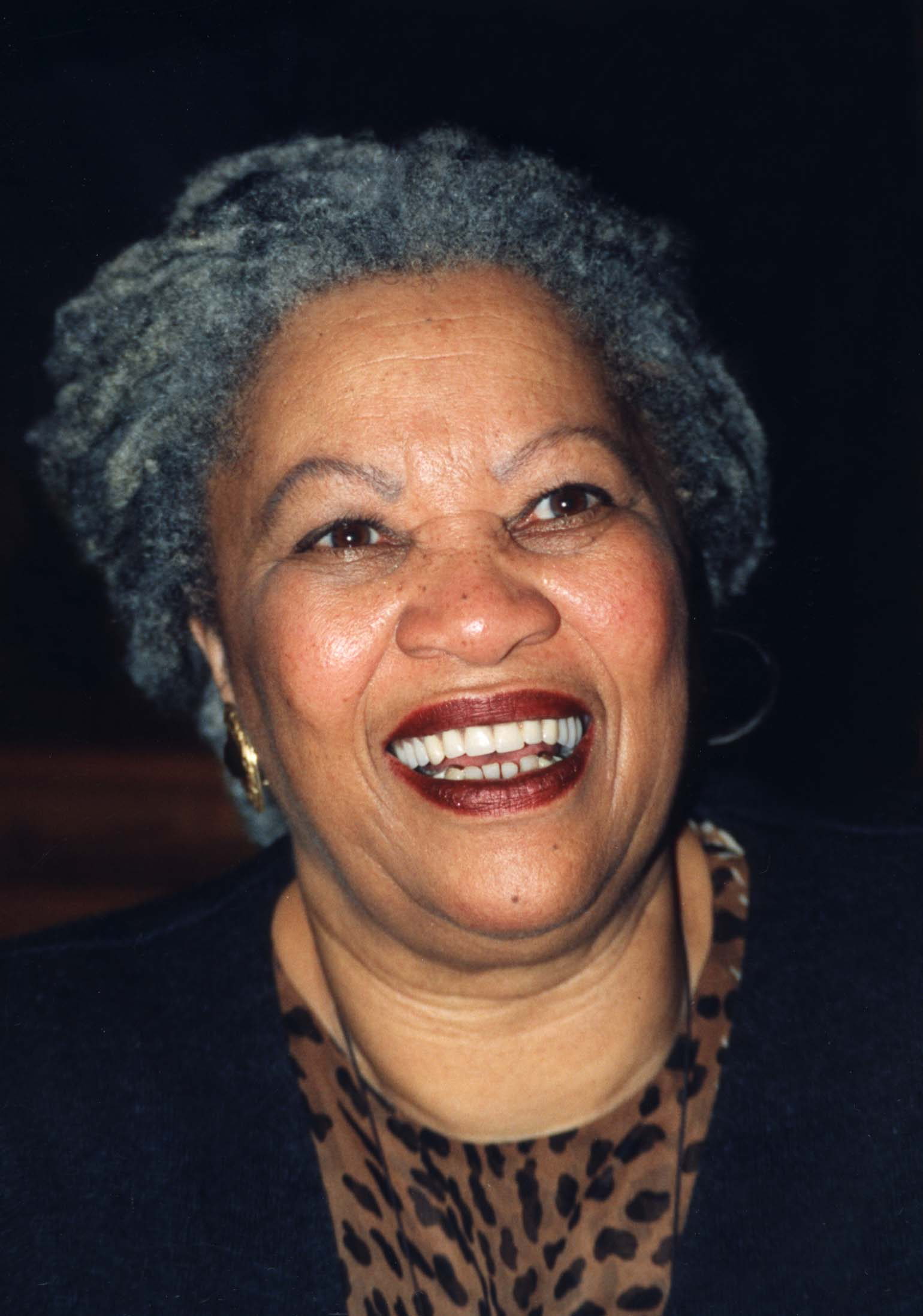
Toni Morrison, escritora americana

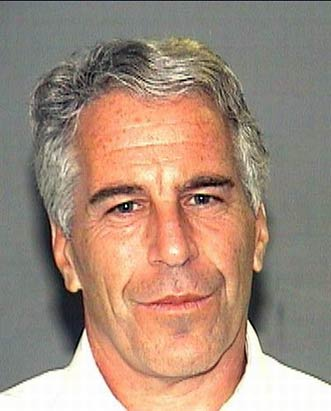
Jeffrey Epstein, financista e criminoso sexual americano.

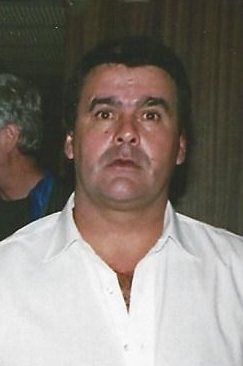
José Luis Brown, ex-futebolista argentino.

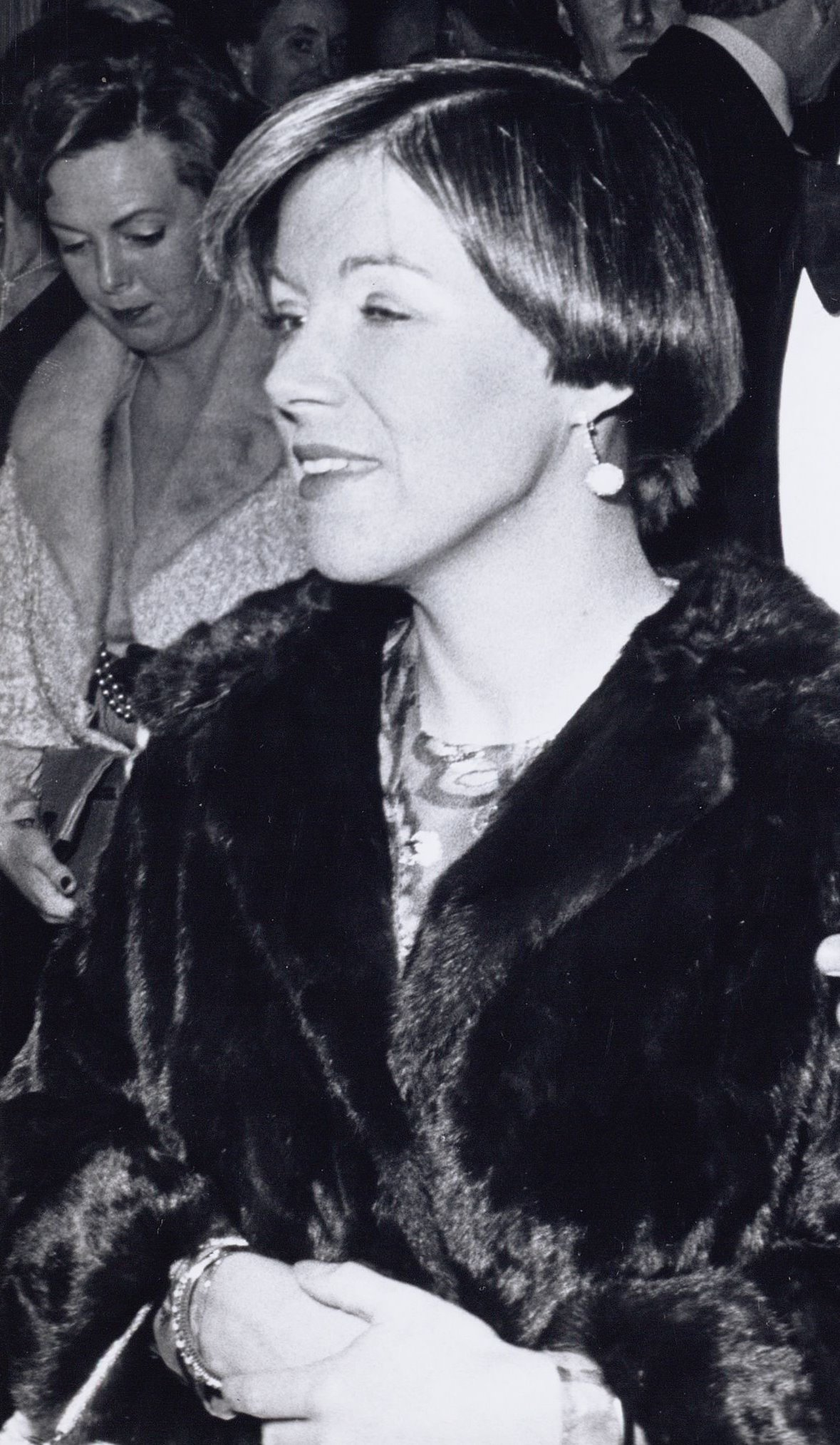
Cristina dos Países Baixos, princesa neerlandesa.

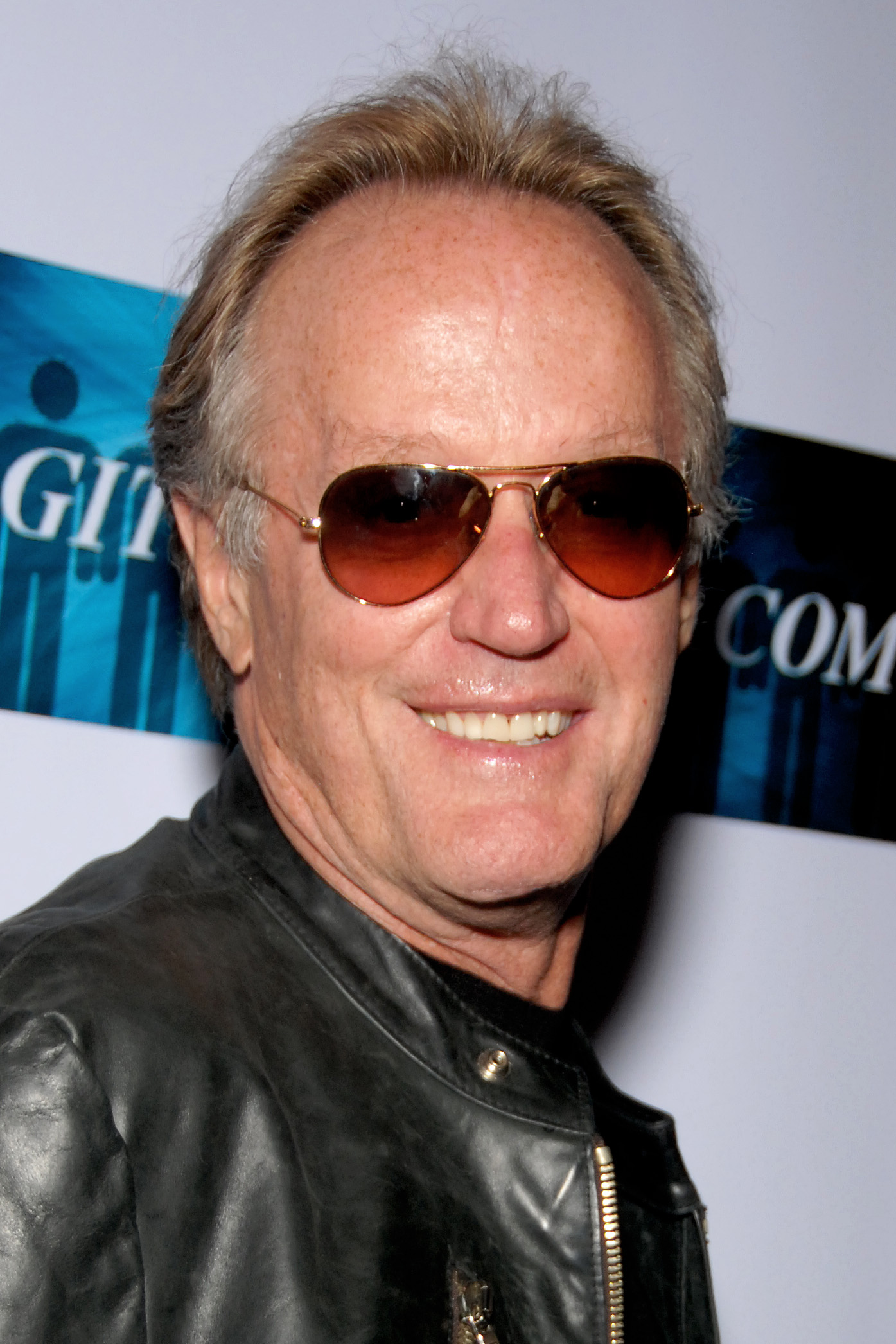
Peter Fonda, ator americano.

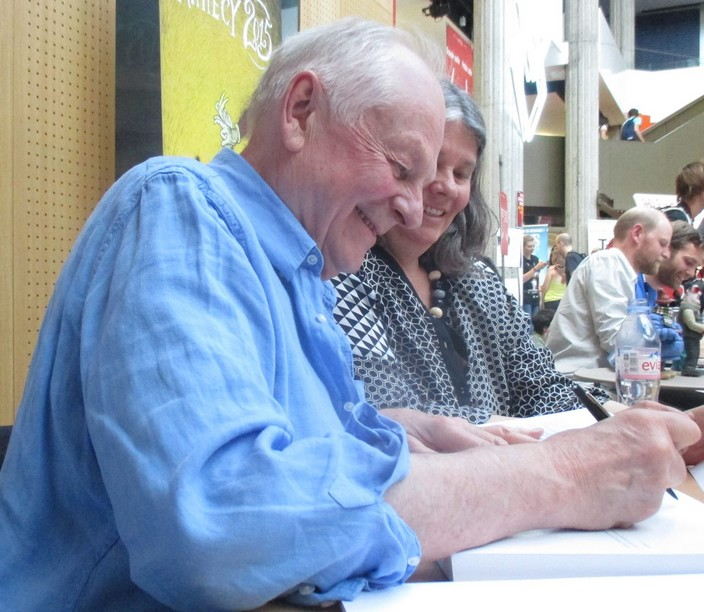
Richard Williams, ilustrador e animador canadense

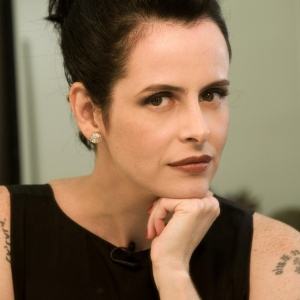
Fernanda Young, atriz, escritora e roteirista brasileira

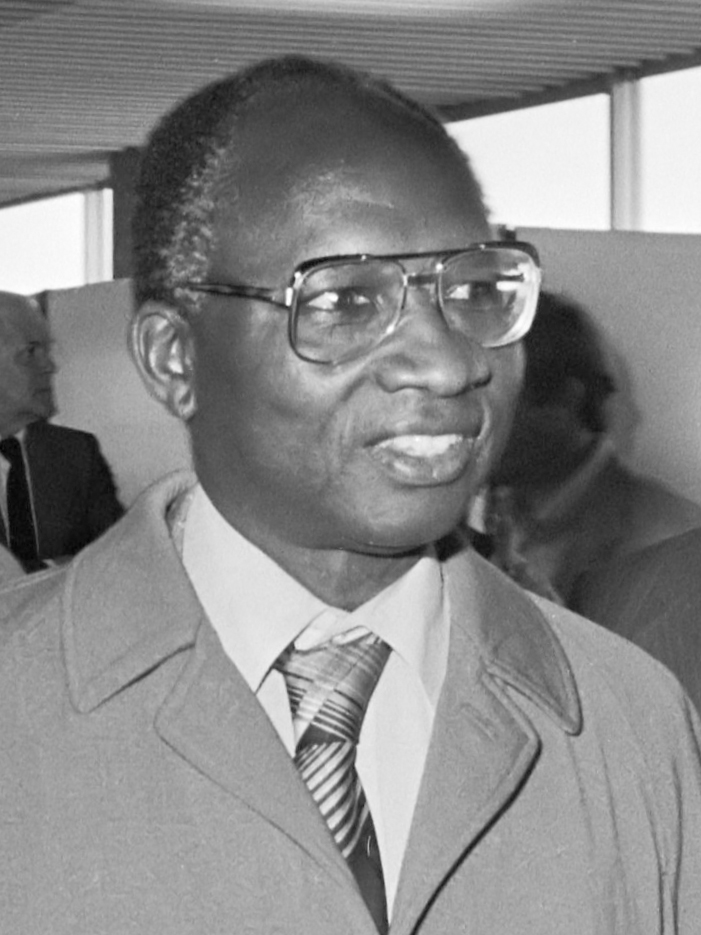
Dawda Kairaba Jawara, ex-presidente da Gâmbia.

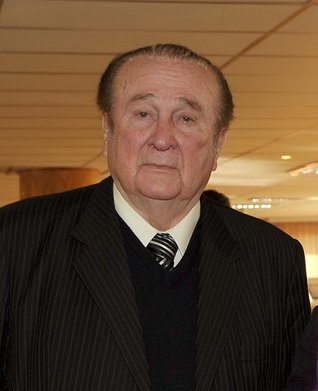
Nicolás Leoz, ex-presidente da Conmebol.

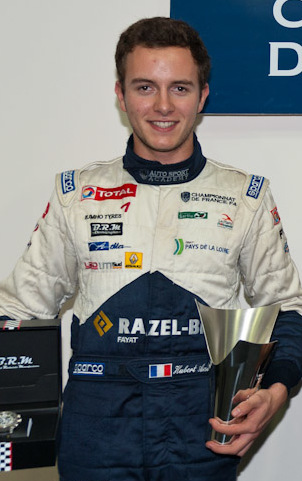
Anthoine Hubert, automobilista francês.

| Dia | Nome                            | Profissão ou motivo de reconhecimento            | Nacionalidade     | Ano de nasc. | Ref    |
| --- | ------------------------------- | ------------------------------------------------ | ----------------- | ------------ | ------ |
| 1   | D. A. Pennebaker                | Cineasta e documentarista                        | Estados Unidos    | 1925         | [ 1 ]  |
| 1   | Harley Race                     | Lutador                                          | Estados Unidos    | 1943         | [ 2 ]  |
| 2   | Mário César Flores              | Militar e ex-ministro                            | Brasil            | 1931         | [ 3 ]  |
| 2   | Gildo                           | Futebolista                                      | Brasil            | 1939         | [ 4 ]  |
| 2   | Jocelyne Roy-Vienneau           | Política                                         | Canadá            | 1956         | [ 5 ]  |
| 3   | Cliff Branch                    | Atleta                                           | Estados Unidos    | 1948         | [ 6 ]  |
| 3   | Michael Troy                    | Nadador                                          | Estados Unidos    | 1940         | [ 7 ]  |
| 3   | Nikolai Kardashev               | Astrofísico                                      | Rússia            | 1932         | [ 8 ]  |
| 5   | Antônio Soares Calçada          | Dirigente esportivo                              | Portugal · Brasil | 1923         | [ 9 ]  |
| 5   | Josef Kadraba                   | Futebolista                                      | Chéquia           | 1933         | [ 10 ] |
| 5   | Bjorg Lambrecht                 | Ciclista                                         | Bélgica           | 1997         | [ 11 ] |
| 5   | Jimi Hope                       | Músico                                           | Togo              | 1956         | [ 12 ] |
| 6   | Toni Morrison                   | Escritora                                        | Estados Unidos    | 1931         | [ 13 ] |
| 6   | George F. Simmons               | Matemático                                       | Estados Unidos    | 1925         | [ 14 ] |
| 6   | Jean-Pierre Mocky               | Diretor de cinema                                | França            | 1933         | [ 15 ] |
| 7   | Fabio Zerpa                     | Ufólogo                                          | Uruguai           | 1928         | [ 16 ] |
| 7   | Kary Mullis                     | Bioquímico                                       | Estados Unidos    | 1944         | [ 17 ] |
| 8   | José Augusto Hülse              | Político                                         | Brasil            | 1937         | [ 18 ] |
| 8   | Paulinho Trompete               | Músico                                           | Brasil            | 1950         | [ 19 ] |
| 8   | Stanisław Konturek              | Fisiologista                                     | Polónia           | 1931         | [ 20 ] |
| 8   | Manfred Max-Neef                | Economista                                       | Chile             | 1932         | [ 21 ] |
| 9   | Altair Gomes de Figueiredo      | Futebolista e treinador                          | Brasil            | 1938         | [ 22 ] |
| 9   | Fahrudin Jusufi                 | Futebolista e treinador                          | Iugoslávia        | 1939         | [ 23 ] |
| 9   | Gérson Antônio de Araújo Mourão | Político                                         | Brasil            | 1929         | [ 24 ] |
| 10  | Jeffrey Epstein                 | Financista                                       | Estados Unidos    | 1953         | [ 25 ] |
| 11  | Walter Martínez                 | Futebolista                                      | Honduras          | 1982         | [ 26 ] |
| 11  | Sergio Obeso Rivera             | Cardeal                                          | México            | 1931         | [ 27 ] |
| 12  | José Luis Brown                 | Futebolista e treinador                          | Argentina         | 1956         | [ 28 ] |
| 12  | João Carlos Barroso             | Ator                                             | Brasil            | 1950         | [ 29 ] |
| 12  | Amélia Mingas                   | Professora e linguista                           | Angola            | 1946         | [ 30 ] |
| 16  | Cristina dos Países Baixos      | Princesa                                         | Países Baixos     | 1947         | [ 31 ] |
| 16  | Peter Fonda                     | Ator, produtor e roteirista                      | Estados Unidos    | 1940         | [ 32 ] |
| 16  | Richard Williams                | Ilustrador e animador                            | Canadá            | 1933         | [ 33 ] |
| 16  | Alexandre Soares dos Santos     | Empresário                                       | Portugal          | 1934         | [ 34 ] |
| 17  | Roberto Gusmão                  | Ministro, empresário, advogado e político        | Brasil            | 1923         | [ 35 ] |
| 17  | Cedric Benson                   | Jogador de futebol americano                     | Estados Unidos    | 1982         | [ 36 ] |
| 22  | Junior Agogo                    | Futebolista                                      | Gana              | 1979         | [ 37 ] |
| 22  | Tim Fischer                     | Diplomata e político                             | Austrália         | 1946         | [ 38 ] |
| 23  | Kito Junqueira                  | Ator e político                                  | Brasil            | 1948         | [ 39 ] |
| 23  | David Koch                      | Empresário e ativista                            | Estados Unidos    | 1940         | [ 40 ] |
| 23  | Carlo Delle Piane               | Ator                                             | Itália            | 1936         | [ 41 ] |
| 25  | Fernanda Young                  | Atriz, roteirista e escritora                    | Brasil            | 1970         | [ 42 ] |
| 26  | Walmir Alberto Valle            | Bispo                                            | Brasil            | 1938         | [ 43 ] |
| 26  | Pal Benko                       | Enxadrista                                       | Hungria           | 1928         | [ 44 ] |
| 27  | Dawda Kairaba Jawara            | Político                                         | Gâmbia            | 1924         | [ 45 ] |
| 27  | Jessi Combs                     | Piloto de corrida                                | Estados Unidos    | 1980         | [ 46 ] |
| 27  | João Alfredo Medeiros Vieira    | Advogado, jornalista, juiz de direito e escritor | Brasil            | 1929         | [ 47 ] |
| 28  | Nicolás Leoz                    | Dirigente esportivo                              | Paraguai          | 1928         | [ 48 ] |
| 29  | Achille Silvestrini             | Cardeal                                          | Itália            | 1923         | [ 49 ] |
| 30  | Franco Columbu                  | Ator e fisiculturista                            | Itália            | 1941         | [ 50 ] |
| 30  | Valerie Harper                  | Atriz                                            | Estados Unidos    | 1939         | [ 51 ] |
| 31  | Anthoine Hubert                 | Automobilista                                    | França            | 1996         | [ 52 ] |
| 31  | Immanuel Wallerstein            | Sociólogo                                        | Estados Unidos    | 1930         | [ 53 ] |